# Annœullin
 Annœullin  es una población y comuna francesa, en la región de Norte-Paso de Calais, departamento de Norte, en el distrito de Lille y cantón de Seclin-Sud.

## Demografía
| 5976 | 6319 | 6127 | 7214 | 8787 | 9719 |
| Para los censos de 1962 a 1999 la población legal corresponde a la población sin duplicidades (Fuente: INSEE [Consultar]) |      |      |      |      |      |